# Conygar Tower

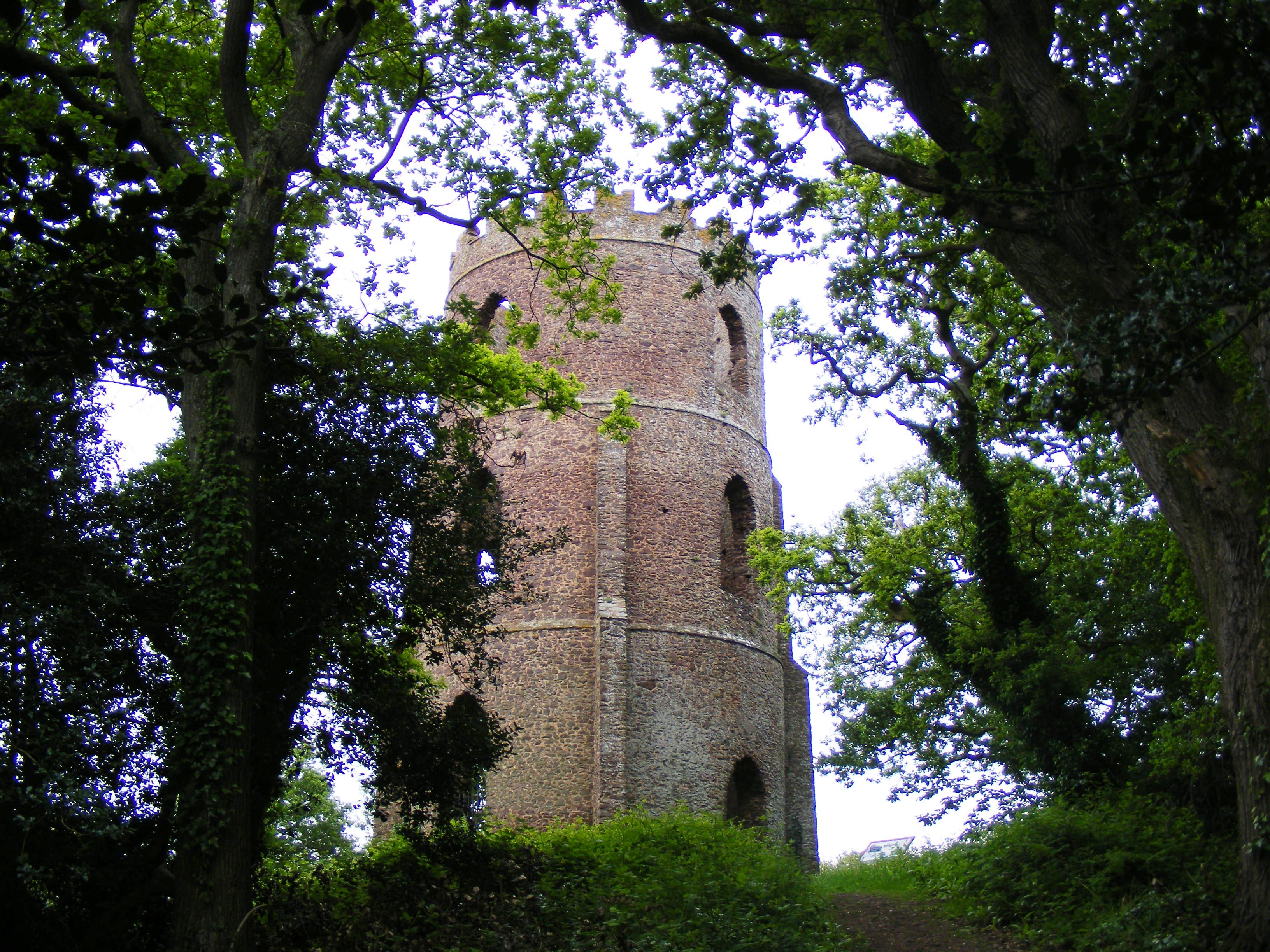
Conygar Tower in Dunster

Der Conygar Tower ist ein Folly im Dorf Dunster in der englischen Grafschaft Somerset. Der Turm wurde 1775 erbaut und ist von English Heritage als historisches Gebäude II. Grades gelistet.
Es handelt sich um einen dreistöckigen Turm aus rotem Sandstein, der auf einem Hügel über dem Dorf liegt. Henry Luttrell, 2. Earl of Carhampton, beauftragte den Architekten Richard Phleps mit dem Bau. Er wurde 18 Meter hoch errichtet, sodass er vom Dunster Castle auf der anderen Hügelseite aus sichtbar ist. Es gibt keine Hinweise darauf, dass er jemals Decken oder ein Dach gehabt hätte.
Der Name „Conygar“ ist von den beiden altenglischen Worten „coney“ (dt.: Kaninchen) und „garth“ (dt.: Garten) abgeleitet. Dies zeigt an, dass es dort einst eine Zuchtstation für Kaninchen zum menschlichen Verzehr gab.
1997 wurde in einem Zustandsbericht von Crown Estate erwähnt, dass sich in den Mauern Risse befänden. Diese wurden 2000 beseitigt.